# Christiania Sports Club
Christiania Sports Club (forkortet C.S.C.) er en dansk sportsklub, der er hjemmehørende på Christiania i bydelen Indre By i København. Foreningen har siden grundlæggelsen i 1982 primært været kendt for sin fodboldafdeling, men har igennem tiden også haft andre sportslige aktiviteter på programmet såsom drageflyvning, skateboarding,dart og golf. Fodboldholdene afvikler deres træning samt hjemmebanekampe på boldbanerne (herunder kunstgræsbanen) på Kløvermarkens Idrætsanlæg. Spilledragten og klublogoets centrale elementer er holdt i de karakteristiske røde og gule farver for Christiania. Den københavnske forening er medlem af den lokale fodboldunion DBU København, og derigennem det nationale fodboldforbund Dansk Boldspil-Union (DBU), og havde i år 2011 omkring 200 aktive og passive medlemmer fordelt på en række herre- og kvindeseniorhold (11-mands- og syvmandsfodbold), men ingen ungdomsspillere. De bedste seniorhold for herrerne og kvinderne spiller pr. 2012 i de lavererangerende serier under den københavnske lokalunion. Klubbens 1. herreseniormandskab har aldrig spillet sig videre fra de indledende lokale kvalifikationsrunder til første runde af den landsdækkende hovedturnering af DBU Pokalen og har i hovedparten af klubhistorien spillet i den lokale københavnske Serie 3 og Serie 2, med Serie 2 som den højeste række, det syvendebedste niveau i det danske ligasystem.
CSC er i en række danske og udenlandske medier blevet karakteriseret som værende en alternativ fodboldklub set i forhold til de etablerede og traditionelle københavnske fodboldklubber grundet relationerne til fristaden Christiania og christianitternes alternative levemåde. Sportsklubbens mottoer — "You'll Never Smoke Alone" og "Joint The Club" — relaterer sig til det liberale forhold medlemmerne og spillerne har til cannabis, hvilket er blevet nævnt og fremhævet i en række artikler om og portrætter af fristadens fodboldklub. Det er samtidig en af grundene til, at klubben aldrig har haft en ungdomsafdeling tilknyttet. Christianias forhistorie med politimyndighederne og den danske stat har medvirket til at skabe en medie- og publikumsinteresse omkring fodboldklubbens turneringskampe for senior-, reserve-, veteran- og oldboyshold mod de tilsvarende fodboldmandskaber fra Politiets Idrætsforening (PI).

## Foreningens historie

### 1982–1992: Grundlæggelsen, tiden før og de første 10 år
Et gruppe drenge fra kvartererne på Christianshavn og fristaden Christiania, som spillede fodbold sammen i de omkringliggende kvarterer og i forvejen havde fodbolderfaring fra andre klubber, blev i 1980 enige om at etablere deres eget hold og tilmelde det til 1981-sæsonen af Dansk Arbejder Idrætsforbunds (DAI) fodboldturnering, under navnet Ms Håbet. Inden udgangen af fodboldsæsonen i 1981 var man på et møde i mellemtiden blevet enige om at relancere sig som fodboldklub for Christiania samt melde sig ud af DAI og i stedet ind hos Københavns Boldspil-Union (KBU) under Dansk Boldspil-Union (DBU) med start fra den efterfølgende sæson. Efter den ene sæson hos DAI tog man samtidig navneforandring til Christianshavn Soccer Club (forkortet Christianshavn S.C. eller C.S.C.), hvor man bevidst fravalgte brugen af "Christiania" som del af klubnavnet af frygt for en konservativ holdning hos den københavnske lokalunion, der måske ikke ville acceptere foreningens ansøgning om medlemskab. Christianshavn S.C. så bort fra de tidligere år og valgte at betragte år 1982 som klubbens officielle stiftelsesår. Godt 11 år efter Christianias oprettelse havde fristaden nu et samlingspunkt for ikke blot fodboldspillet, men en masse andre sportsaktiviteter. Med tiden fik foreningen andre sportslige aktiviteter på programmet såsom drageflyvning, skateboarding og golf, men i 2010 havde man kun fodbold på dagsordenen i Christiania. Til trods for tilknytningen til Christiania har klubben altid været åben for alle, hvilket bekræftes af at omkring en femtedel af medlemmerne i foråret 2010 boede på Christiania, mens de resterende kom fra Christianshavn og det øvrige København. Ønsket ved foreningens start var, at man skulle være Københavns første kontingentfrie klub, men indførslen af et billigt årskontingent blev nødvendigt, mens yderligere økonomiske midler anskaffedes gennem lokale sponsorer.
Fristadens fodboldklubs 1. seniorhold blev i 1982-sæsonen placeret i KBU's B-række I, pulje A (forgængeren til KBU's Serie 3, kreds 7) og man forblev i denne række i de næste 10 sæsoner. Ved klubbens begyndelse afviklede fodboldklubbens rødklædte spillere deres træning og kampe i KBU's turneringer på Christianias gamle fodboldbane, kaldet Fredens Eng, hvor man i en årrække arrangerede deres eget årlige stævne, før hjemmebanen måtte flyttes til Kløvermarkens vidtstrakte område med boldbanerne på Kløvermarkens Idrætsanlæg som følge af den dårlige beskaffenhed den oprindelige fodboldbane havde efter afholdelsen af arrangementer og markeder. Klubbens første officielle turneringskamp i KBU's Serie 3 (pulje 7) blev afviklet i weekenden 3.—4. april på hjemmebane mod Østerbro-holdet Boldklubben af 1950 og opgøret endte med en 2—1 sejr til Christiania S.C. De første seks sæsoner under Københavns Boldspil-Union blev benyttet til organiseringen af klubben og i den anden halvdel af 1980'erne kunne man tilmelde hele tre seniorhold til KBU's turneringer, og senere udvide med et oldboyshold samt et 7. mandshold for damer. I 1988-sæsonen fik førsteholdet en slutplacering (8. plads) midt i tabellen, hvilket blev fulgt op med tre stk. 3. pladser i Serie 3 i de efterfølgende tre sæsoner: 1989-, 1990- og 1991-sæsonerne, lige udenfor oprykningspladserne. Først i 1992-sæsonen lykkedes det 1. seniorholdet at opfylde klubbens ambitioner om at spille på et højererangerende niveau ved vinde sin række stort, med en positiv måldifference på 51 scoringer.

### 1993–frem: Første oprykning, navneskifte og klubhus
I 1993 spillede klubbens bedste seniormandskab for første gang i klubbens historie i KBU's Serie 2-række, som indledtes med en uafgjort 2—2 hjemmebanekamp mod Boldklubben Posten i starten af april måned. I 1993-sæsonen endte førsteholdet på en 8. plads midt i puljens slutstilling sammen med en negativ målscore, hvilket forværredes i 1994-sæsonen, da man endte på en 13. plads (ud af i alt 14 hold) i tabellen og måtte rykke ned efter kun to sæsoner på det syvendebedste danske fodboldniveau. Christianshavn Soccer Clubs anden sæson i Serie 2 var præget af en disciplinærstraf på minus fem points, som 1. holdet blev pålagt af Københavns Boldspil-Union ved sæsonstarten i 1994 som følge af vold og trusler fra enkelte spillere i den forgangne debutsæson, og betød at holdet igennem hele sæsonen befandt sig under nedrykningsstregen. På et tidspunkt i perioden 1994–1995 blev det besluttet at gennemføre et navneskifte til Christiania Sports Club. Deltagelsen i serie 3 kom til at vare to år før man i 1996-sæsonen sikrede sig andenpladsen ni points efter rækkens vinder, naboklubben ÍF Føroyar, og kunne vende tilbage til Serie 2. Midt i 1996-efterårssæsonen besluttedes det at trække klubbens tredjehold fra deres turnering grundet mangel på spillere efter man forinden havde trukket oldboysholdet, hvilket efterlod Christiania Sports Club med blot tre hold i KBU's turneringer — oldboysholdet tilmeldtes dog som 7. mandshold via KFIU i 1998. Sæsonerne 1997 (en fjerdesidsteplads), 1998 (en tredjesidsteplads) og 1999 (en sidsteplads) i Serie 2 var alle en lang kamp om at undgå nedrykning fra rækken, som i sidste ende ikke lykkedes, og fra årtusindeskiftet befandt klubbens 1. seniorhold sig igen i Serie 3.
Klubbens motto "You'll Never Smoke Alone", der er et ordspil på den engelske sang "You'll Never Walk Alone" adopteret af blandt andre engelske Liverpool F.C. og skotske Celtic FC, menes at være blevet humøritisk omformuleret i midten af 1990'erne og er blevet ved klubben lige siden. I 1998 fik Christiania-klubben for første gang produceret merchandise med klublogoet og -farverne og halstørklæderne er ifølge klubben de mest populære blandt medlemmer og turister på Christiania. Mottoet optræder som en fast bestanddel af sportsklubbens fanudstyr og merchandise på lige fod med "Joint The Club", der er et ordspil på det engelske udtryk "join the club" og slangudtrykket for en cigaret indeholdende cannabis, en joint. "You'll Never Smoke Alone"-mottoet er blevet fremhævet i artikler hos både danske landsdækkende aviser og udenlandske magasiner omhandlende klubmedlemmernes relationer til fristaden og dennes alternative levestil og det afslappede liberale forhold, som klubbens tilhængere, klubmedlemmerne og spillerne har til de euforiserende stoffer, cannabis og hash. I et interview i juni 2010-udgaven af DBU Københavns fodboldmagasin Københavnsk Fodbold gav klubbens daværende formand disse forhold samt de praktiske, ledermæssige og organisatoriske udfordringer som grund til, at man ikke har valgt at tilknytte en ungdomsafdeling. I en række danske og udenlandske medier er Christiania S.C. blevet karakteriseret som en alternativ fodboldklub set i forhold til andre etablerede og traditionelle fodboldklubber i København grundet relationerne til Christiania og christianitternes alternative levemåde, der ikke lever op til samfundets normale forventninger. Til trods for dette vælges klubbens bestyrelse på demokratisk vis, men ellers har klubben en uformel ledelse uden udvalgsgrupperinger.
I bunden af bygningen Stjerneskibet, der ligger i en sidegade op til hovedgaden Pusher Street, fik Christiania S.C. i 2001 overdraget et 120 kvadratmeter stort tomt lokale, der efter en omfattende renovering åbnede som klubbens første egentlige klublokale med bar og billard, dart, tv og forhave til brug for foreningens medlemmer i maj/juni måned 2003. Efter en 3. plads i 2002-sæsonen lige uden for oprykningspladserne, endte holdet i 2003-sæsonen på en sidsteplads i rækken og var tæt på at rykke ned, men allerede i den kommende 2004-sæson sikrede førsteholdet sig oprykning til Serie 2 ved at ende sæsonen på en andenplads to points efter amagerkanske Boldklubben Olympia. Klubben oplevede i perioden 2004-2005 en positiv tilgang af aktive klubmedlemmer, der bevirkede, at man udskiftede sit 7-mandshold med et 11-mandshold og tilmeldte endnu et seniorhold (3. hold) til KBU's Serie 5. Det bevirkede, at man i 2005 kom op på det største antal hold (6 hold: tre seniorhold, et oldboys, et veteran og et damehold) KBU's turneringer siden klubbens grundlæggelse.
I sæsonerne 2005, 2006 og 2007 blev det til henholdsvis en 6. plads (ud af 14 hold), en 3. plads (ud af 14 hold) og en 6. plads (ud af 14 hold) i Serie 2. I KBU's kvalifikationsturnering til DBU's Landspokalturnering i 2006/2007-sæsonen indtrådte holdet i 2. runde, hvor man vandt over Dragør Fodbold Forening (7—2), for dernæst at vinde over Firkantens Boldklub i 3. runde (3—0) og blive taberdømt mod lokalrivalerne Sundby Boldklub i den sidste kvalifikationskamp inden DBU's hovedrunder. Samarbejdet med 1.-holdstræneren Roger Mahlobo, der trådte til i 2003, stoppede i november 2006, og træningssessionerne blev midt i efterårssæsonen overtaget af holdleder Morten Harsel og Brian Eriksen. Den nye seniortræner, Robert Nielsen, overtog træningen fra sæsonstarten 2007, men allerede den 28. april stoppede man dette samarbejde og holdleder Emil Gauguin overtog positionen som coach frem til den 28. august, hvor Morten Harsel og anføreren Jes Fisker overtog håndteringen af 1. holdets træning og kampforberedelse. Samme år valgte man at trække klubbens kvindehold fra Københavns Boldspil-Unions 7-mandsturneringer og opløse holdet, der havde været en del af Christiania Sports Club i over 20 år, men kvindeholdet genopstod allerede i foråret 2010 og man tilmeldte på ny et 7-mandskvindehold til KBU's turneringer med start fra efterårsstarten 2010.
Thor Nielsen overtog posten som spillende træner i 2008-sæsonen, hvor 1. holdet endte på en samlet 12. plads (af 14 hold) i Serie 2 over nedrykningsstregen, men KBU's ændringer til turneringsformen medførte, at fem hold blev rykket ned i Serie 3, hvor også Christiania SC's andethold spillede den selvsamme sæson. I 2008/2009-udgaven af DBU's Landspokalturnering indledte Christiania SC den lokale kvalifikationsturnering for herreseniorer med at vinde over lokalrivalerne Sønderbro Fight i 1. runde med cifrene 2—0, i 2. runde vandt man på hjemmebane 3—0 over Dragør Boldklub før man i 3. og sidste kvalifikationsrundekamp tabte mod fælledklubben Boldklubben Viktoria med 1—2. Brian Eriksen overtager posten som spillende træner i 2009-sæsonen. Efter to midterplaceringer i forårssæsonen 2009 2009/2010-sæsonen spillede førsteholdet deres bedste sæson i klubbens historie, da man den 11. juni 2011 sikrede sig førstepladsen med en 3—0 sejr over FC Udfordringen, der endte på andenpladsen i rækken, og dermed kunne holdet for fjerde gang i klubbens historie rykke op i Serie 2. Den tidligere Superliga-midtbanespiller, nigerianeren Bosun Ayeni, spillede i 2009/2010-sæsonen på CSC's 1. seniorhold i Serie 3, hvor klubbens førstehold i sommeren 2011 fik yderligere tilgang af tre tidligere professionelle divisionsspillere, forsvarsspilleren Salomon King samt angriberne John Van Der Klein og Martin Reindorf. Klubbens bedste mandskab præsterede at gå ubesejret igennem hele 2010/2011-sæsonen i Serie 3 (18 sejre, 8 uafgjorte opgør og ingen nederlag) og fik en positiv målscore på 59 mål. Ved afslutningen på efterårssæsonen i 2011 overvintrerede Christiania SC på rækkens 1. plads efter 12 sejre, en uafgjort kamp og et enkelt nederlag. Nederlaget i 2. runde af 2011/2012-sæsonen mod Valby-klubben Boldklubben Pioneren (1—0) var klubbens eneste i ligaturneringerne i halvandet år fra sommeren 2010 til og med efteråret 2011.
Den 19. november 2011 deltog 1. seniorholdet i en velgørenhedskamp mod det sjællandske Serie 1-hold Gladsaxe-Hero Boldklub på kunstgræsbanen på Gladsaxe Stadion, hvis formål er en indsamling til forsendelsen af en container med fodboldtøj og -udstyr til børn og unge i Gambia. Opvisningskampen, der blev sat i værk af Christiania SC's sportschef, der tidligere har optrådt som målmand hos modstanderholdet, endte med en sejr på 5—7 (efter en halvlegsstilling på 1—5) til Christiania SC. Christiania Sports Club har i en årrække haft den zanzibarske klub Champions Sports Club som partnerklub, som man jævnligt har indsamlet fodboldsko og -trøjer til samt ydet økonomisk støtte til et klubhus.
Den 26 maj 2012, sikre CSC's 1.hold sig 1.pladsen i serie 2 og rykker op til serie 1 (sæson 2012/2013), for første gang nogensinde i CSCs historie og endda med 3 kampe tilbage i turneringen.
Chef træner Brian 10eren Eriksen og John van der Klein satte flere CSC rekorder, f.eks. ubesejret i serie 2 (sæson 2010/2011), oprykningen til serie 1, slå et københavnsk seriehold (Bk. Union) ud af 2. runde i pokalturneringen, det var aldrig sket i CSC's historie, at CSC har slået et københavnsk seriehold i en pokalturnering.
Sæson 2012/2013 indgår CSC et solidt samarbejde med det Danske sports firma Hummel, som i samarbejde med CSC, producerer spilledragter, i de klassiske Christiania røde og gule farver, med broderet CSC logo på brystet, senere produceres specielle edition CSC Camo trøjer, som kun produceres i begrænset oplag. Flere forretninger i København sælges CSCs spilletrøjer, så som Unisport.dk, sporto.dk, og Christianias Bevar CA shop.
21/6-2014 står det fast, at CSC's 1.hold er vinder af serie 1 og rykker herved op i Københavnerserien, kun to sæsoner efter oprykningen til serie 1 :)

### Rivaliseringen med Politiets IF's fodboldhold
Fodboldklubbens turneringskampe for veteran-, oldboys-, reserve- og seniorhold mod Politiets IF (fodboldafdelingen) og enkelte aflyste opvisningskampe — blandt andet i forbindelse med Christianshavns Lokaludvalgs Christianshavnerdag — har tiltrukket en større interesse fra både nyhedsmedierne og publikum grundet den dobbeltlagerede symbolik forbundet med christianitternes tidligere politiske konflikter med den danske stat og politiet. Opmærksomheden har indeholdt forventninger om fairplay og afvikling af fodboldkampen i en positiv atmosfære uden negative undertoner, "beskidte tricks", grove tacklinger og en negativ opførsel fra publikum, spillere og ledere som en del af det overordnede ønske om at forbedre offentlighedens syn på Christiania og forholdet mellem christianitterne og politiet. De første opgør mellem de rød/gul-klædte christianitter og de grøn/hvid-klædte spillere fra Politiet IFs fodboldafdeling fandt sted i starten 1990'erne, og turneringskampene, der af Christiania SC har haft status som "årets mest prestigefyldte opgør", har i flere omgange trukket flere hundrede tilskuere til. I 2004 spillede Politiets IFs veteranhold to kampe mod Christiania SCs veteranhold fra den københavnske veteran kreds 3, pulje 40 henholdsvis den 1. juni og den 9. oktober. Det første opgør blev afviklet på Kløvermarkens Idrætsanlæg og blev vundet af Politiets IF med cifrene 0—1 og iagttaget af op imod et rekordstort publikumsantal på 1.000 tilskuere. Returopgøret blev flyttet til opvisningsbanen på stadion i Valby Idrætspark og blev ligeledes overværet af omkring 1.000 tilskuere, hvor halvlegsstillingen til 2—2 holdt kampen ud. Begge opgør havde fri entré, fik mediedækning i landsdækkende dagsblade og nævntes i tv-indslag hos en række tv-kanaler, herunder TV 2 Sporten, hvor den lokale tv-station Kanal København forinden reklamerede for kampen og efterfølgende viste kampen i dens fulde længde samme aftenen. I juni måned 2006 spillede klubbernes oldboyshold på Kløvermarken i et opgør, som endte med en 2—0 sejr til christianitterne foran godt 250 tilskuere og i 2008 spillede klubbernes 11. mandsveteranhold samme sted foran godt 150 tilskuere med et 8—0 nederlag til Christiania SC til følge.
På 1. seniorplan begyndte Christiania SC først at spille turneringskampe med Politiets IFs førstehold som modstander, da PI's bedste mandskab rykkede ned fra Serie 1 i 2004, mens CSC samme år sikrede sig oprykning fra Serie 3. 1. seniorkampene mod Politiets IF på Christiania SCs hjemmebane har trukket flere hundrede tilskuere til. Hvorimod klubbens sekundære mandskaber igennem tiden har haft blandede resultater mod Politiets IF, er det for klubbens repræsentative 1. seniorhold samlet blevet til tre vundne kampe, fire uafgjorte opgør og ingen nederlag (pr. 2011).
| #  | Dato               | Turnering (sæson)              | Niveau    | Hjemmehold     | Udehold        | Resultat  | Tilskuere | Kilde(r)                   |
| -- | ------------------ | ------------------------------ | --------- | -------------- | -------------- | --------- | --------- | -------------------------- |
| 1  | 14. maj 2005       | Serie 2, pulje 4 (2005)        | 1. senior | Christiania SC | Politiets IF   | 3–3 (1–2) | 400       | [ 1 ] [ 28 ] [ 44 ]        |
| 2  | 18. september 2005 | Serie 2, pulje 4 (2005)        | 1. senior | Politiets IF   | Christiania SC | 1–3 (0–2) | 170       | [ 1 ] [ 14 ] [ 28 ]        |
| 3  | 4. juni 2009       | Serie 3, pulje 7 (forår 2009)  | 1. senior | Christiania SC | Politiets IF   | 1–1       | —         | [ 28 ]                     |
| 4  | 19. september 2009 | Serie 3, pulje 7 (2009/2010)   | 1. senior | Christiania SC | Politiets IF   | 1–1 (0–0) | 300       | [ 1 ] [ 28 ]               |
| 5  | 25. maj 2010       | Serie 3, pulje 7 (2009/2010)   | 1. senior | Politiets IF   | Christiania SC | 0–3 (0–1) | 100       | [ 28 ] [ 45 ]              |
| 6  | 25. september 2010 | Serie 3, pulje 7 (2010/2011)   | 1. senior | Christiania SC | Politiets IF   | 5–1 (3–1) | 500       | [ 1 ] [ 28 ] [ 46 ] [ 47 ] |
| 7  | 15. maj 2011       | Serie 3, pulje 7 (2010/2011)   | 1. senior | Politiets IF   | Christiania SC | 1–1 (0–0) | 120       | [ 1 ] [ 28 ]               |
| 8  | 10. maj 2012       | Veteran, Mester (2012 forår)   | Veteran   | Christiania SC | Politiets IF   | 2–2       | —         | [ 1 ] [ 28 ]               |
| 9  | 2. juni 2012       | Serie 3, pulje 11 (2012 forår) | 2.senior  | Politiets IF   | Christiania SC | 3–8       | —         | [ 1 ] [ 28 ]               |
| 10 | 1. juni 2013       | Oldboys, række 2               | Oldboys   | Politiets IF   | Christiania SC | 0–3       | —         | [ 1 ] [ 28 ]               |
| 11 | 15. september 2013 | Oldboys, række 2               | Oldboys   | Christiania SC | Politiets IF   | 3–4       | —         | [ 1 ] [ 28 ]               |

### Spilautomater i klubhuset
Fra september 2017 til 2019 havde Christiania Sports Club spilautomater i klubhuset uden tilladelse fra Spillemyndigheden. Den 29. marts 2024 blev det offentliggjort, at Christiania Sports Club skulle i den kommende uge i retten, hvor klubben kræves idømt en bøde på 1,2 millioner kroner, samt yderligere 22.744 kroner, som var det beløb, der blev fundet i spilleautomaterne.

## Klubbens logo og spilledragt
Ms Håbet, hvis medlemmer og spillere dannede Christianshavn Soccer Club, menes ikke at have haft et officielt logo fra begyndelsen. Et klublogo blev først designet ved klubbens grundlæggelse i 1982 og anvendtes frem til navneforandringen til Christiania Sport Club i 1994—1995. Det første logo havde en rød grundcirkel med den øverste halvdel bestående af en regnbue i en halvcirkel (indeholdende regnbueflagets seks farver: rød, orange, gul, grøn, blå og lilla), der anvendtes som hovedsymbol af Christiania i 1970'erne og symboliserede mangfoldighed, ligestilling i et antiautoritært, anarkistisk fællesskab, mens den nederste halvdel havde de tre gule prikker fra Christianias flag for vise tilhørsforholdet til fristaden. Den inderste prik var udformet som en gul/sort-farvet fodbold for at angive foreningens hovedaktivitet med klubinitialerne "CSC" i sort henover. Sportsklubbens andet logo kom samtidig med navneskiftet og genanvendte det cirkelformede design sammen med hovedparten af designelementerne med undtagelse af fodbolden. En hvid fredsdue introduceredes i logodesignets nedre halvdel sammen med klubbens fulde, nye navn i gul skrift, opdelt og placeret under duens vinger. Klublogoets øverste halvdel fik i sin midte klubinitialerne i Christianias rød/gule farver og en sort-farvet skygge ovenpå en blå baggrund, med regnbuen og de gule prikker i Christianias flag ovenover initialerne.
I sin korte tid under Dansk Arbejder Idrætsforbund optrådte Ms Håbets førstehold i en rød-, hvid- og blåfarvet spilledragt, hvor den gule farve helt var fraværende. Mens spillertrøjen blev holdt i røde og hvide striber (bestående af enten 5 eller 7 vertikale striber) var der en større variation i spillernes valg af shorts og sokker, som kunne være i en kombination af røde, hvide eller blå farver. I Christianshavn Soccer Clubs første sæson under DBU var den første spilledragt helt igennem rød, hvor klubbens initialer (C.S.C.) kunne optræde på enkelte spilletrøjer (i stedet for et klubsponsornavn) i stor gul skrift og klublogoet kunne optræde på det venstre bryst. Trøjesponsorerne har fortrinsvist været lokale forretninger på Christiania, såsom Restaurant Spiseloppen, spillestedet Loppen, café Hella, Bixen, café Månefiskeren og café Woodstock. I klubbens anden sæson i 1983 blev den gule farve introduceret, da ærmerne og kraven blev gjort gule, og blev fremover en fast bestanddel af spillertrøjen, nogle sæsoner senere fulgte fodboldstrømperne med. Brugen af forskelligt farvede sokker på hver fod er blevet forklaret med at spillerne på et tidspunkt glemte deres sokker og var nødsaget til at dele de resterende par med andre spillere, hvilket endte med at blive en tradition og en del af klubbens officielle spilledragt. Mens spillernes shorts er forblevet røde igennem hele klubhistorien, har spilletrøjerne varieret meget i deres design igennem årene og man er i nogle sæsoner desuden vendt tilbage til tidligere trøjedesigns. De grundlæggende elementer har dog altid været en anvendelse af Christiania-flagets karakteristiske røde og gule farver. Den rød/gul-stribede spillertrøje blev taget i brug for første gang i slutningen af 1990'erne og i 2009/2010-sæsonen tog man en simplificeret version med tre striber i brug.
I 2012/13 indgik CSC et samarbejde med sportsgiganten Hummel om at producere CSC's egen spilletrøjer med CSC-logo broderet på brystet over hjertet.
2015/ juli skrev CSC og Hummel under på en ny kontrakt på 4½ år.
| 1981                                                                           | 1982–1983 | 1983–1985 | 1985–1988 | 1988–1991 | 1990–1992 | 1992–1996 | 1997–1998 | 1999–2001 | 2001–2009 | 2009–2012 | 2012–2015 |
| 1. seniorholdets spilledragter til turneringskampe på hjemmebane igennem årene |           |           |           |           |           |           |           |           |           |           |           |

| 1994                        | 2012/13 | 2014/15 |
| Udebanedragt for 1. senior. |         |         |

## Førsteholdstruppen

### Trænerstaben for 1. herresenior
Den kronologiske oversigt inkluderer alle pokal- og seriekampe på 1. seniorplan.
Statistik: Antal kampe (vundne, uafgjorte og tabte) og mål for/imod, Gs.pts: Gennemsnitligt antal points pr. kamp (efter 3 point systemet)
| Startdato       | Slutdato        | Cheftræner(e)                                           | Assistent(er) | Kampstatistik | Kampstatistik | Gs.pts. | Kilde(r)    |
| --------------- | --------------- | ------------------------------------------------------- | ------------- | ------------- | ------------- | ------- | ----------- |
| 1982            | 1991            | Finn Schulzt, Frank Solmark, Per Kruse og Miguel Cicchi | —             | —             | —             | —       | [ 1 ]       |
| 1992            | december 1993   | FlemmingJensen                                          | —             | —             | —             | —       | [ 1 ]       |
| 1994            | december 1994   | Flemming Nielsen                                        | —             | —             | —             | —       | [ 1 ]       |
| 1995            | december 1995   | Flemming Jensen                                         | —             | —             | —             | —       | [ 1 ]       |
| 1996            | juni 1997       | Søren Nielsen                                           | —             | —             | —             | —       | [ 1 ]       |
| 1997 efterår    | december 1997   | Holdet                                                  | —             | —             | —             | —       | [ 1 ]       |
| 1998            | december 1998   | Rudi Brock                                              | —             | —             | —             | —       | [ 1 ]       |
| 1999            | december 1999   | Bjørn Petersen - ass. Peter Sørensen                    | —             | —             | —             | —       | [ 1 ]       |
| 2000            | dcember 2001    | Peter Kongsbak                                          | —             | —             | —             | —       | [ 1 ]       |
| 2002            | december 2002   | Dan Christiansen                                        | —             | —             | —             | —       | [ 1 ]       |
| 2003 forår      | juli 2003       | Mulle og Noa Müller                                     | —             | —             | —             | —       | [ 1 ]       |
| 2003 efterår    | november 2006   | Roger Mahlobo                                           | —             | —             | —             | —       | [ 1 ]       |
| november 2006   | december 2006   | Morten Harsel og Brian Eriksen                          | —             | —             | —             | —       | [ 1 ]       |
| januar 2007     | 28. april 2007  | Robert Nielsen                                          | —             | —             | —             | —       | [ 1 ]       |
| 28. april 2007  | 28. august 2007 | Emil Gauguin                                            | —             | —             | —             | —       | [ 1 ]       |
| 28. august 2007 | december 2007   | Morten Harsel og Jes Fisker                             | —             | —             | —             | —       | [ 1 ]       |
| januar 2008     | nuværende       | Thor Nielsen                                            | —             | —             | —             | —       | [ 1 ] [ 2 ] |
| januar 2009     | juni 2009       | Thor Nielsen og Brian Eriksen                           | —             | —             | —             | —       | [ 1 ] [ 2 ] |
| Juli 2009       | juni 2010       | Brian Eriksen                                           | —             | —             | —             | —       | [ 1 ] [ 2 ] |
| 2010            | 2011            | Brian Eriksen og John van der Klein                     | —             | —             | —             | —       | [ 1 ] [ 2 ] |
| 2011            | 2012            | Brian Eriksen og John van der Klein                     | —             | —             | —             | —       | [ 1 ] [ 2 ] |
| 2012            | 2013            | Brian Eriksen og John van der Klein                     | —             | —             | —             | —       | [ 1 ] [ 2 ] |
| 2013            | 2014            | Brian Eriksen, John van der Klein og Michael Svendsen   | —             | —             | —             | —       | [ 1 ] [ 2 ] |
| 2014            | 2015            | Brian Eriksen, Michael Svendsen og John van der Klein   | —             | —             | —             | —       | [ 1 ] [ 2 ] |
| 2015            | 2016            | Michael Svendsen, Brian Eriksen og John van der Klein   | —             | —             | —             | —       | [ 1 ] [ 2 ] |

## Klubbens 1. herreseniorresultater

### Lokale serier
Niv: Rækkens niveau i den pågældende sæson, Nr: Slutplacering, Tilskuere: Tilskuergennemsnit på både ude- og hjemmebane.
De lokale serier refererer alle til rækker under Københavns Boldspil-Union (KBU)/DBU København.
| Sæson        | Niv. | Liga                           | Nr.          | Statistik  | Statistik | Topscorer(e) | Tilskuere | Kilde(r)      |
| ------------ | ---- | ------------------------------ | ------------ | ---------- | --------- | ------------ | --------- | ------------- |
| 1982         | 8    | KBU B-række I, pulje A         | —            | —          | —         | —            | —         | [ 1 ] [ 17 ]  |
| 1983         | 8    | KBU B-række I, pulje A         | —            | —          | —         | —            | —         | [ 17 ]        |
| 1984         | 8    | KBU B-række I, pulje A         | —            | —          | —         | —            | —         | [ 17 ]        |
| 1985         | 8    | KBU Serie 3, kreds 7           | 10 hold      | —          | —         | —            | —         | [ 17 ]        |
| 1986         | 8    | KBU Serie 3, kreds 7           | 9 hold       | —          | —         | —            | —         | [ 17 ]        |
| 1987         | 8    | KBU Serie 3, kreds 7           | 12 hold      | 22 kampe   | —         | —            | —         | [ 17 ]        |
| 1988         | 8    | KBU Serie 3, kreds 7           | 08. (af 12)  | 22 kampe   | 58-53     | —            | —         | [ 19 ]        |
| 1989         | 8    | KBU Serie 3, kreds 7           | 03. (af 12)  | 22 kampe   | 57-28     | —            | —         | [ 20 ]        |
| 1990         | 8    | KBU Serie 3, kreds 7           | 03. (af 14)  | 26 kampe   | 87-40     | —            | —         | [ 21 ]        |
| 1991         | 8    | KBU Serie 3, kreds 7           | 03. (af 10)  | 18 kampe   | 47-39     | —            | —         | [ 22 ]        |
| 1992         | 8    | KBU Serie 3, kreds 7           | 01. (af 14)  | 26 kampe   | 86-35     | —            | —         | [ 18 ]        |
| 1993         | 7    | KBU Serie 2, kreds 4           | 08. (af 12)  | 22 kampe   | 46-51     | —            | —         | [ 24 ]        |
| 1994         | 7    | KBU Serie 2, kreds 4           | 13. (af 14)  | 26 kampe   | 45-83     | —            | —         | [ 25 ]        |
| 1995         | 8    | KBU Serie 3, kreds 7           | 07. (af 12)  | 23 kampe   | —         | —            | —         | [ 50 ]        |
| 1996         | 8    | KBU Serie 3, kreds 7           | 02. (af 10)  | 18 kampe   | —         | —            | —         | [ 26 ]        |
| 1997         | 7    | KBU Serie 2, kreds 4           | 11. (af 14)  | 26-8-6-12  | 47-79     | —            | —         | [ 27 ] [ 51 ] |
| 1998         | 8    | KBU Serie 2, kreds 4           | 12. (af 14)  | 24-6-3-15  | 43-96     | —            | —         | [ 27 ] [ 52 ] |
| 1999         | 8    | KBU Serie 2, kreds 4           | 14. (af 14)  | 26 kampe   | 45-78     | —            | —         | [ 53 ]        |
| 2000 forår   | 9    | KBU Serie 3, kreds 7B          | 10 hold      | 9 kampe    | —         | —            | —         | [ 54 ]        |
| 2000 efterår | —    | i/t                            | —            | —          | —         | —            | —         |               |
| 2001 forår   | 9    | KBU Serie 3, pulje 7B          | 10 hold      | 9 kampe    | —         | —            | —         | [ 55 ]        |
| 2001 efterår | 9    | KBU Serie 3, pulje 7           | 10 hold      | 9 kampe    | —         | —            | —         | [ 56 ]        |
| 2002         | 9    | KBU Serie 3, pulje 7           | 03. (af 14)  | 24 kampe   | —         | —            | —         | [ 29 ]        |
| 2003         | 9    | KBU Serie 3, pulje 7           | 10. (af 10)  | 18-3-1-14  | 35-70     | —            | —         | [ 28 ]        |
| 2004         | 9    | KBU Serie 3, pulje 7           | 02. (af 10)  | 18-12-3-3  | 69-30     | —            | —         | [ 28 ]        |
| 2005         | 8    | KBU Serie 2, pulje 4           | 06. (af 14)  | 26-11-5-10 | 66-56     | —            | —         | [ 28 ]        |
| 2006         | 8    | KBU Serie 2, pulje 4           | 03. (af 14)  | 26-16-1-9  | 73-43     | —            | —         | [ 28 ]        |
| 2007         | 8    | KBU Serie 2, pulje 4           | 06. (af 14)  | 26-13-3-10 | 68-71     | —            | —         | [ 28 ]        |
| 2008         | 8/7  | KBU Serie 2, pulje 4           | 12. (af 14)  | 26-5-6-15  | 43-88     | —            | —         | [ 28 ]        |
| 2009 forår   | 8    | KBU Serie 3, pulje 7           | 07. (af 14)  | 13-5-3-5   | 36-28     | —            | —         | [ 1 ] [ 28 ]  |
| 2009–2010    | 8    | KBU Serie 3, pulje 7           | 04. (af 13)  | 24-11-7-6  | 57-36     | —            | —         | [ 1 ] [ 28 ]  |
| 2010–2011    | 8    | DBU København Serie 3, pulje 7 | 01. (af 14)  | 26-18-8-0  | 92-33     | —            | —         | [ 28 ]        |
| 2011–2012    | 7    | DBU København Serie 2, pulje 4 | 01. (af 14)  | 26-19-3-4  | 72-27     | —            | —         | [ 28 ]        |
| 2012–2013    | 6    | DBU København Serie 1, pulje 2 | 03. (af 13)  | 24-13-9-2  | 59-32     | —            | —         | [ 28 ]        |
| 2013–2014    | 6    | DBU København Serie 1, pulje 2 | 01. (af 14)  | 26-14-11-1 | 57-26     | —            | —         | [ 28 ]        |
| 2014–2015    | 5    | DBU København KS, pulje 1      | 010. (af 14) | 26-8-5-13  | 46-41     | —            | —         | [ 28 ]        |
| 2015–2016    | 5    | DBU København KS, pulje 1      | 13. (af 14)  | 26-5-9-12  | 41-52     | —            | —         | [ 28 ]        |
| 2016–2017    | 6    | DBU København S1, pulje 2      | 05. (af 14)  | 26-12-6-8  | 43-36     | —            | —         | [ 28 ]        |

### DBU Pokalen
Lokale r. refererer til de indledende kvalifikationsrunder administreret af lokalunionerne forud for DBU's hovedturnering.
Farverne indikerer ingen deltagelse i pågældende runde (hvid), rundekamp spillet (sølv) og sidste runde kamp spillet (bronze).
| Sæson     | Vinder                                          | Finale                                          | Semif.                                          | Kvartf.                                         | 5. runde                                        | 4. runde                                        | 3. runde                                        | 2. runde                                        | 1. runde                                        | Lokale r.                                       |
| --------- | ----------------------------------------------- | ----------------------------------------------- | ----------------------------------------------- | ----------------------------------------------- | ----------------------------------------------- | ----------------------------------------------- | ----------------------------------------------- | ----------------------------------------------- | ----------------------------------------------- | ----------------------------------------------- |
| 1982–frem | 2012: 1.runde af DBU pokal, CSC - Ab Tårnby 1-3 | 2012: 1.runde af DBU pokal, CSC - Ab Tårnby 1-3 | 2012: 1.runde af DBU pokal, CSC - Ab Tårnby 1-3 | 2012: 1.runde af DBU pokal, CSC - Ab Tårnby 1-3 | 2012: 1.runde af DBU pokal, CSC - Ab Tårnby 1-3 | 2012: 1.runde af DBU pokal, CSC - Ab Tårnby 1-3 | 2012: 1.runde af DBU pokal, CSC - Ab Tårnby 1-3 | 2012: 1.runde af DBU pokal, CSC - Ab Tårnby 1-3 | 2012: 1.runde af DBU pokal, CSC - Ab Tårnby 1-3 | 2012: 1.runde af DBU pokal, CSC - Ab Tårnby 1-3 |